# A pénzszállító
A pénzszállító (eredeti cím: Le Convoyeur) 2004-ben bemutatott francia akcióthriller, amelyet Nicolas Boukhrief rendezett. A főbb szerepekben Albert Dupontel, Jean Dujardin és François Berléand látható. 
Premierje 2004. április 10-én volt Franciaországban, a 4,3 millió dollárból készült film összbevétele csupán 3,1 millió dollár lett. A film remake-je 2021-ben jelent meg Egy igazán dühös ember címmel.

## Cselekmény
Alexandre egy pénzszállítással foglalkozó cégnél kezd el dolgozni. Egy hónapra veszik fel, mert a céget eladták és hamarosan átszervezés következik, így nem biztos, hogy minden dolgozót megtartanak. Alex beleveti magát a munkába és megtudja, hogy az idei évben már három rablás is volt. Jelenleg nem szállítanak nagy összegeket és a veszélyes útvonalakat is elkerülik. 
Mégis megtámadják a kocsijukat, viszont Alex társa nem hagyja magát, visszalő, Alex is megöl egy elkövetőt, ezért a rablók visszakoznak. Alexet hősként ünneplik a munkahelyén, szinte biztos, hogy őt meg fogják tartani az átszervezés után. Bűntudata van a gyilkosság miatt és úgy dönt, kilép. Aztán mégis visszamegy dolgozni, de álmában sem gondolta volna, hogy ismét belekeveredik egy rablásba. Alex jelenlegi társa egy bűnbandának leadja a drótot, és a központot akarják kirabolni. De Alex szembeszáll a rablókkal.

## Szereplők
- Albert Dupontel – Alexandre Demarre
- Jean Dujardin – Jacques 
  - magyar hangja Sótonyi Gábor[3]
- François Berléand – Bernard
- Claude Perron – Nicole
- Philippe Laudenbach – Múmia
- Nicolas Marié – Főnök
- Julien Boisselier – Menyét
- Alban Lenoir – fegyveres

## Fordítás
- Ez a szócikk részben vagy egészben  a   Cash Truck című angol Wikipédia-szócikk fordításán alapul.  Az eredeti cikk szerkesztőit annak laptörténete sorolja fel. Ez a jelzés csupán a megfogalmazás eredetét és a szerzői jogokat jelzi, nem szolgál a cikkben szereplő információk forrásmegjelöléseként.